# Coloni turchi a Cipro del Nord
I coloni turchi a Cipro del Nord (in turco: Türkiyeliler, lett. "quelli dalla Turchia"), indicati anche come immigrati turchi (in turco Türkiyeli göçmenler), sono un gruppo di turchi proveniente dalla Turchia che si è stabilito a Cipro del Nord dall'invasione turca di Cipro nel 1974. Si stima che questi coloni e i loro discendenti (esclusi i soldati turchi) costituiscano circa la metà della popolazione di Cipro del Nord. La stragrande maggioranza dei coloni turchi ha ricevuto case e terreni che appartengono legalmente ai greco-ciprioti da parte del governo di Cipro del Nord, che è riconosciuto esclusivamente dalla Turchia. Il gruppo è di natura eterogenea ed è composto da vari sottogruppi, con vari gradi di integrazione. I turchi continentali sono generalmente considerati più conservatori dei turco-ciprioti altamente secolarizzati, e tendono ad essere più favorevoli a una Cipro a due stati. Tuttavia, non tutti i coloni supportano le politiche nazionaliste.

## Questioni giuridiche
La presenza dei coloni nell'isola è una delle questioni più spinose e controverse nei negoziati in corso per la riunificazione di Cipro. La posizione della Repubblica di Cipro e della Grecia, a guida greco-cipriota, riconosciuta a livello internazionale, sostenuta dalle risoluzioni delle Nazioni Unite, rileva che il programma di insediamento è completamente illegale secondo il diritto internazionale, in quanto viola la Quarta Convenzione di Ginevra (che vieta a una potenza occupante di trasferire intenzionalmente la propria popolazione nell'area occupata) ed è un crimine di guerra. La Repubblica di Cipro e la Grecia chiedono quindi che i coloni ritornino in Turchia in una possibile futura soluzione della questione cipriota; uno dei motivi principali per cui i greco-ciprioti hanno respinto in modo schiacciante il piano Annan del 2004 è stato il fatto che esso consentiva ai coloni di rimanere a Cipro e di votare anche al referendum per la soluzione proposta. Sia la Repubblica di Cipro che la Grecia hanno quindi chiesto che un futuro insediamento di Cipro includa la rimozione dei coloni, o almeno la maggior parte di essi.
Molti coloni che hanno interrotto i loro legami con la Turchia e i loro figli considerano Cipro la loro patria. Ci sono stati casi in cui i coloni e i loro figli tornati in Turchia hanno subito l'ostracismo nelle loro comunità di origine. Così, secondo l'Enciclopedia dei diritti umani, "molti altri" sostengono che i coloni non possono essere espulsi con la forza dall'isola; inoltre, la maggior parte degli osservatori pensa che un futuro accordo sull'insediamento a Cipro debba "bilanciare la legalità complessiva del programma di insediamento con i diritti umani dei coloni".

## Sottogruppi
I turchi continentali a Cipro del Nord sono divisi in due gruppi principali: cittadini e non residenti. Tra i cittadini, alcuni sono arrivati nell'isola come parte di una politica di insediamento gestita dalle autorità turche e turco-cipriote, alcuni sono emigrati autonomamente e alcuni sono nati nell'isola da genitori di entrambi i gruppi. Mete Hatay sostiene che solo i turchi del primo gruppo hanno "buone ragioni per essere chiamati coloni".
I suddetti sottogruppi sono costituiti da diverse categorie. Il primo gruppo, i cittadini, può essere ulteriormente differenziato in operai specializzati e impiegati, in soldati turchi e le loro famiglie vicine, in agricoltori che si sono stabiliti a Cipro e in singoli migranti. I non cittadini possono essere suddivisi in studenti e personale accademico, turisti, lavoratori con permesso e lavoratori illegittimi senza permesso. Gli agricoltori stabiliti dalla Turchia tra il 1975 e il 1977 costituiscono la maggioranza della popolazione dei coloni.

## Storia
La politica di insediamento degli agricoltori a Cipro iniziò subito dopo l'invasione del 1974. Andrew Borowiec ha scritto di un comunicato turco secondo il quale 5000 lavoratori agricoli sarebbero stati insediati per prendere i possedimenti lasciati dai greco-ciprioti sfollati. Secondo Hatay, il primo gruppo di questi coloni arrivò sull'isola nel febbraio 1975; il pesante insediamento continuò fino al 1977. Questi agricoltori provenivano da varie regioni della Turchia, tra cui la regione del Mar Nero (Trebisonda, Çarşamba, Samsun), la regione mediterranea (Antalya, Adana, Mersin) e la regione dell'Anatolia Centrale (Konya). Nel febbraio 1975, il numero di "lavoratori" turchi nell'isola era di 910.
La politica di insediamento degli agricoltori venne condotta sulla falsariga dell'Accordo sulla forza lavoro agricola firmato dallo Stato federato turco di Cipro (TFSC) e dalla Turchia nel 1975. I consolati del TFSC in Turchia furono attivamente coinvolti nell'organizzazione del trasferimento di questa popolazione; annunci via radio e dei muhtar nei villaggi invitavano gli agricoltori interessati a trasferirsi a Cipro a rivolgersi ai consolati. Molti agricoltori che si trasferirono a Cipro provenivano da zone della Turchia con condizioni di vita difficili o che dovevano essere spostati. Fu il caso del villaggio nord-cipriota di Kayalar, dove furono trasferite persone del distretto turco di Çarşamba, sul Mar Nero. Queste persone erano sfollate a causa dell'allagamento del loro villaggio a causa di una diga che era stata costruita, e avevano la possibilità di trasferirsi a Cipro e in altre regioni della Turchia; alcuni scelsero Cipro. Christos Ioannides ha sostenuto che queste persone non avevano motivazioni politiche per questa scelta; le interviste con alcuni indicavano che alcuni non conoscevano la localizzazione di Cipro prima di trasferirvisi.
Dopo che le domande dei potenziali coloni erano approvate, venivano trasportati al porto di Mersin in autobus appositamente predisposti dallo Stato. Uscivano dalla Turchia utilizzando passaporti, uno dei quali rilasciato per ogni famiglia, e poi prendevano il traghetto per attraversare il Mar Mediterraneo fino a Cipro. Una volta giunti a Famagosta, erano inizialmente ospitati per breve tempo in ostelli o scuole vuote, per poi essere trasferiti nei villaggi greco-ciprioti, che furono le loro destinazioni di insediamento. Le case erano assegnate a sorte alle famiglie.
Le pratiche burocratiche di questi coloni erano inizialmente fatte in modo tale da farli sembrare turco-ciprioti che tornavano in patria, al fine di prevenire le accuse di violazione della Convenzione di Ginevra. Una volta arrivati i coloni, venivano riuniti nel caffè del villaggio dagli ufficiali turco-ciprioti che raccoglievano le loro informazioni personali. Ai coloni veniva assegnato il villaggio abitato da turco-ciprioti più vicino al loro luogo di residenza come luogo di nascita nelle loro carte d'identità speciali che furono successivamente prodotte. Ad esempio, un certo numero di coloni nella penisola di Karpas avevano il villaggio turco-cipriota di Mehmetçik come luogo di nascita. Interrogato sulla politica di insediamento, İsmet Kotak, ministro del lavoro, della riabilitazione e dei lavori sociali del TFSC, affermò che ciò che stava accadendo era un intenso, legittimo e legale ritorno dei turco-ciprioti che erano stati cacciati con la forza dall'isola. Tuttavia, queste carte d'identità speciali non si rivelarono efficaci nel raggiungimento della loro missione e furono emesse carte d'identità del TFSC che mostravano il luogo di nascita effettivo dei coloni.

## Politica
Nonostante l'assunto prevalente che i coloni abbiano aiutato a mantenere il potere decennale del Partito di unità nazionale (UBP) di destra e le vittorie elettorali consecutive, ciò non è corretto, poiché tra il 1976 e il 1993, l'UBP ha ricevuto più voti nei villaggi nativi che in quelli dei coloni. Queste tendenze sono state determinate dall'analisi dei voti in diversi villaggi di nativi e coloni da parte del politologo Mete Hatay. Era presente un movimento politico che si basava sulla rappresentazione di coloro che vedevano come gli interessi dei coloni; questa linea politica includeva il partito YDP e il Partito di Unione Turca (TBP). La maggioranza dei voti nei villaggi dei coloni era divisa tra questi partiti di coloni e la principale opposizione turco-cipriota, incluso il Partito di Liberazione Comunitario (TKP) e il Partito Turco Repubblicano (CTP). Tra il 1992, quando fu fondato, e le elezioni del 2003, che hanno rappresentato un allontanamento da esso, il Partito Democratico (DP) ha ricevuto la maggioranza dei voti dell'opposizione dei coloni. Nel frattempo, tra il 1990 e il 2003, l'UBP ha mantenuto una quota di voto mediamente intorno al 40% nei villaggi dei coloni, ma questo era ancora inferiore al sostegno che riceveva nelle aree rurali abitate da nativi turco-ciprioti. L'UBP ha ricevuto più sostegno nei villaggi dei coloni solo nel 1993 e dopo il 2003, quando ha perso il potere. Inoltre, nonostante l'assunto prevalente che i coloni favoriscano gli interessi politici della Turchia, i coloni hanno talvolta votato contro la linea sostenuta dalla Turchia, in particolare nel 1990 contro l'UBP e Rauf Denktaş, sostenuti dalla Turchia, e nel 2004 contro il Piano Annan per Cipro.

## "Guerra dei numeri"
Il terzo censimento ufficiale di Cipro del Nord è stato effettuato nel 2011, sotto gli auspici degli osservatori delle Nazioni Unite. Ha rivelato una popolazione totale di 294.906. Queste cifre sono state contestate da alcuni partiti politici, sindacati e giornali locali. Il governo è stato accusato di aver deliberatamente sottostimato la popolazione, dopo aver fornito una stima di 700.000 prima del censimento, per chiedere un aiuto finanziario alla Turchia. Una fonte afferma che la popolazione nel nord ha raggiunto i 500.000 abitanti, divisa tra il 50% di turchi ciprioti e il 50% di coloni turchi o figli di tali coloni ciprioti. Il ricercatore Mete Hatay ha scritto che tali rapporti sono "selvaggiamente speculativi" e vengono raccolti dai partiti di opposizione per benefici politici. Tali rapporti non sono mai stati esaminati scientificamente o statisticamente, nonostante le opportunità dei partiti di opposizione di farlo utilizzando le liste elettorali in loro possesso, continuando così una "guerra dei numeri".